# Литвин Микола Степанович
Микола Степанович Литвин (4 березня 1943, с. Федорівка, нині Веснянка, Добровеличківський район, Кіровоградська область — 20 лютого 2020, м. Київ) — український кобзар, композитор, письменник, журналіст, громадський діяч. Член НСПУ (1988), НСЖУ (1985). Заслужений діяч мистецтв України (2009).

## Життєпис

### Освіта
- Київське музичне училище імені Рейнгольда Глієра (1961—1963);
- Тернопільське музичне училище (1965);
- Львівська державна консерваторія імені Миколи Лисенка, клас бандури (1971).

### Трудова діяльність
- 1964—1965 — артист-бандурист Чернігівської і Тернопільської філармоній.
- 1968—1972 — соліст Київського оркестру українських народних інструментів.
- 1972—1973 — викладач по класу бандури Кагарлицької музичної школи.
- 1973—1977 — викладач по класу бандури у Сумському музичному училищі.
- 1977—1983 — викладач по класу бандури у Київській музичній школі № 2.
- 1983—1991 — старший редактор відділу літератури журналу «Україна».
- 1991—1993 — завідувач відділу мистецтва журналу «Сільські обрії».
- 1993—1997 — оглядач всеукраїнської фермерської газети «Наш час».
- 1997—1998 — заступник головного редактора газети «Слово Просвіти».
- Від 1998 — головний редактор газет «Вісті з України» та «Український форум».

### Громадсько-політична діяльність

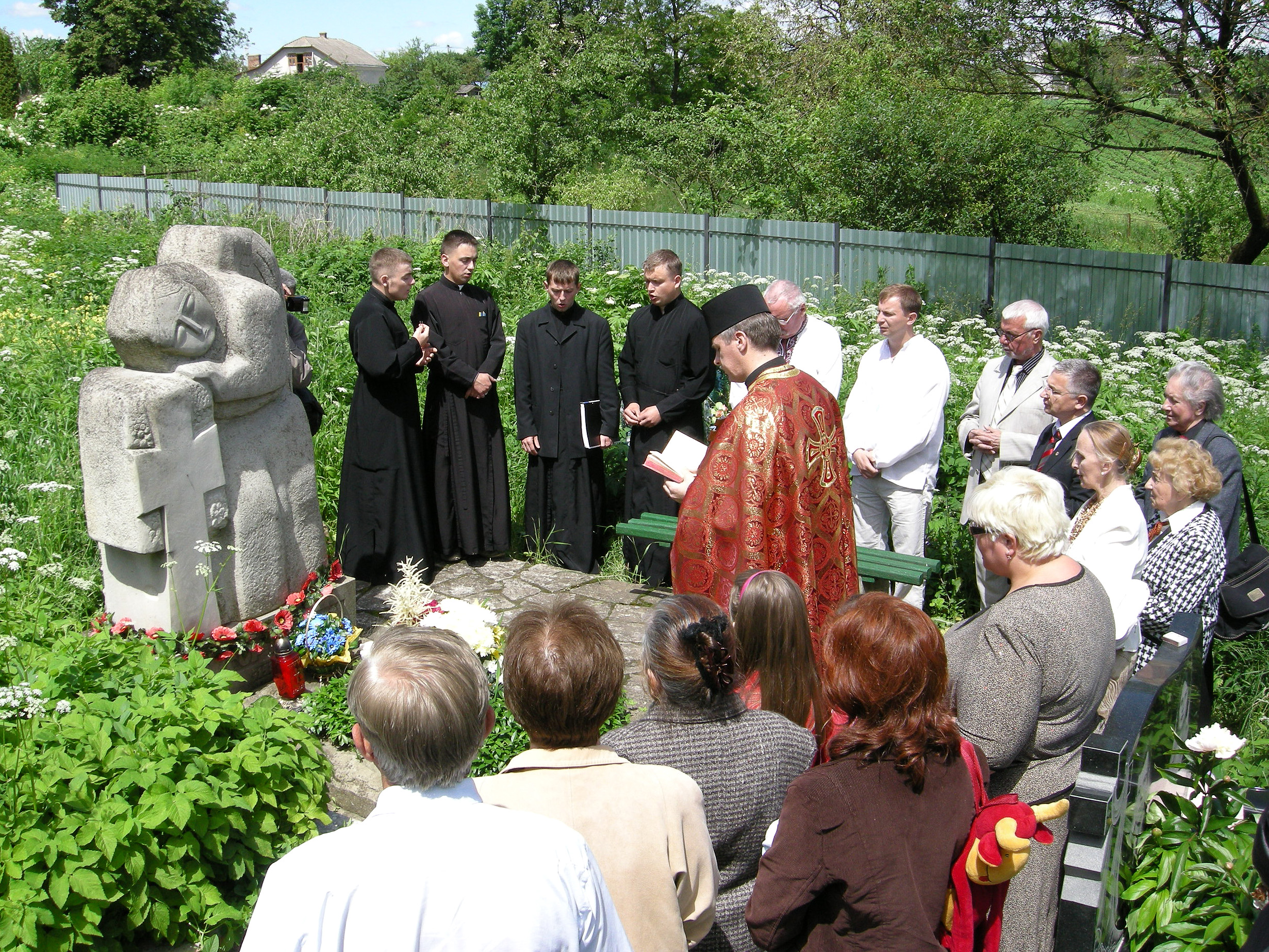
Панахида на могилі Ігоря Ґерети 5 червня 2010 року

У 1965 році заарештований за участь у напівлегальній націоналістичній організації (м. Тернопіль) та звинувачений у проведенні «антирадянської пропаганди», тривалий час не працював.

### Родина
- Батько — Степан Андрійович (1904—1963), залізничник, ст. Помічна;
- Мати — Марія Ониськівна (1910—1974), колгоспниця;
- Брат — Литвин Василь Степанович, народний артист України, голова Спілки кобзарів України, лауреат Республіканської премії імені І. Нечуя-Левицького, лауреат премії фонду Т. Г. Шевченка. Співзасновник Стрітівської школи кобзарського мистецтва;
- Дружина — Косовська Олександра Семенівна, секретар-референт газети «Літературна Україна»;
- Син — Тарас (1971), археолог;
- Донька — Роксолана (1978), студентка інституту журналістики Київського національного університету імені Т. Шевченка;
- Донька — Марія (1980), студентка філологічного факультету Київського національного університету імені Т. Шевченка;
- Донька — Соломія (1982), студентка Київського педагогічного коледжу імені К. Д. Ушинського.

## Творчість
Як кобзар виступав у всіх областях України, у Польщі, Словаччині, Литві, США.
Брав участь у святах, які проводить Тернопільський обласний краєзнавчий музей, виступав із програмою «Пісні волі» на своєму ювілейному вечорі в Тернопільській обласній філармонії у березні 1993 та листопаді 2004 — на вечорі поезії, малярства і пісні «Україна прийдешня», де репрезентував свою збірку поезій «Іржання стриножених коней», 26 січня 2003 у приміщенні «Пласту» в Тернополі та інші.

### Репертуар
У репертуарі Миколи Литвина — думи, козацькі, стрілецькі та пісні на слова українських поетів, власні твори.

### Літературний доробок
- «Вітряки», збірка віршів (1988);
- «Зорі на дні криниці», збірка оповідань і повістей (1987);
- «Лети, павутино!», повісті, присвячені видатним українським композиторам (1990);
- «Струни золотії», повість-есе, присвячена дослідженню витоків та історії українського кобзарства (1994);
- «Пісні волі», книга музичних творів (1995);
- «Артем Ведель. Могутній дух Мазепи», повість (1997);
- «Іржання стриножених коней», збірка поезій присвячена пам'яті Ігоря Ґерети (2004).

## Відзнаки
- Літературно-мистецька премія імені Івана Нечуя-Левицького (1993);
- Літературно-мистецька премія імені Олени Пчілки (1995);
- Літературно-мистецька премія імені Володимира Косовського.

## Стипендія імені М. Литвина
У 1993 році Тернопільська обласна рада встановила стипендію імені М. Литвина для студентів-бандуристів, які навчаються у Тернопільському музичному училищі та студентів-тернопільців, котрі студіюють гру на бандурі у вишах України.